# Stockholms Spårvägar
AB Stockholms Spårvägar (SS) är ett svenskt aktiebolag bildat 1987 som bedriver järnvägstrafik och spårvagnstrafik i Stockholm. Företaget ingår i Bergkvara-koncernen. 
På uppdrag av SL bedriver företaget trafik på Tvärbanan, Nockebybanan, Saltsjöbanan, Spårväg City och Lidingöbanan.
Företaget ägdes från starten huvudsakligen av Svenska Spårvägssällskapet men blev den 1 juli 2020 ett dotterbolag till investmentbolaget Pegroco Invest AB.  I maj 2022 meddelades att Bergkvarabuss avsåg att överta Pegrocos ägarandel. I juli 2022 fullföljdes övertagandet. AB Stockholms Spårvägar blev därmed ett dotterbolag till Bergkvarabuss AB som i sin tur är dotterbolag till Bergkvara Group AB.

## Historia
Namnet på företaget har sitt ursprung i Stockholms Spårvägsmäns Musikkår grundad 1906 och AB Stockholms Spårvägar grundat 1916 och som 1967 bytte namn till AB Storstockholms Lokaltrafik.
1987 grundades det nya AB Stockholms Spårvägar av Svenska Spårvägssällskapets Stockholmsavdelning då planerna för en museispårväg till Djurgården i Stockholm började ta form. AB Storstockholms Lokaltrafik hade inga invändningar mot att bolagets gamla namn och logotyp återlanserades. 
I juni 1991 öppnades Djurgårdslinjens trafik med veteranspårvagnar mellan Norrmalmstorg och Waldemarsudde. Trafiken bedrevs av ideella krafter, men med Stockholms Spårvägar som formellt driftbolag.
I början av 2010 direktupphandlade Storstockholms Lokaltrafik ett trafikeringsavtal med Stockholms Spårvägar för att även utföra trafik, fordonsunderhåll och tillsyn på den nybyggda Spårväg City. Den reguljära trafiken inleddes den 23 augusti 2010 och avtalet gällde till slutet av 2013. Avtalet förlängdes senare till 2014. 
Den 29 april 2014 beslutade trafiknämnden inom Stockholms läns landsting att tilldela Stockholms Spårvägar trafikavtalet för Spårväg City och Lidingöbanan under en period av åtta år  med möjlighet till fyra års förlängning. Vid sidan av den moderna trafiken på dessa två linjer, fortsätter företaget att driva veteranspårvagnstrafik.
Den 23 maj 2023 beslutade trafiknämnden inom Region Stockholm att tilldela Stockholms Spårvägar ett nytt trafikavtal för Tvärbanan, Nockebybanan och Saltsjöbanan samt förlängning av avtalet för Spårväg City och Lidingöbanan. Avtalet sträcker sig över 10 år med trafikstart augusti 2024, vilket senare ändrades till den 15 december 2024.
Från och med den 15 december 2024 tog AB Stockholms Spårvägar över driften av samtliga lokalbanor i Stockholm förutom Roslagsbanan. Denna upphandling benämns av SL E43.

## Bilder

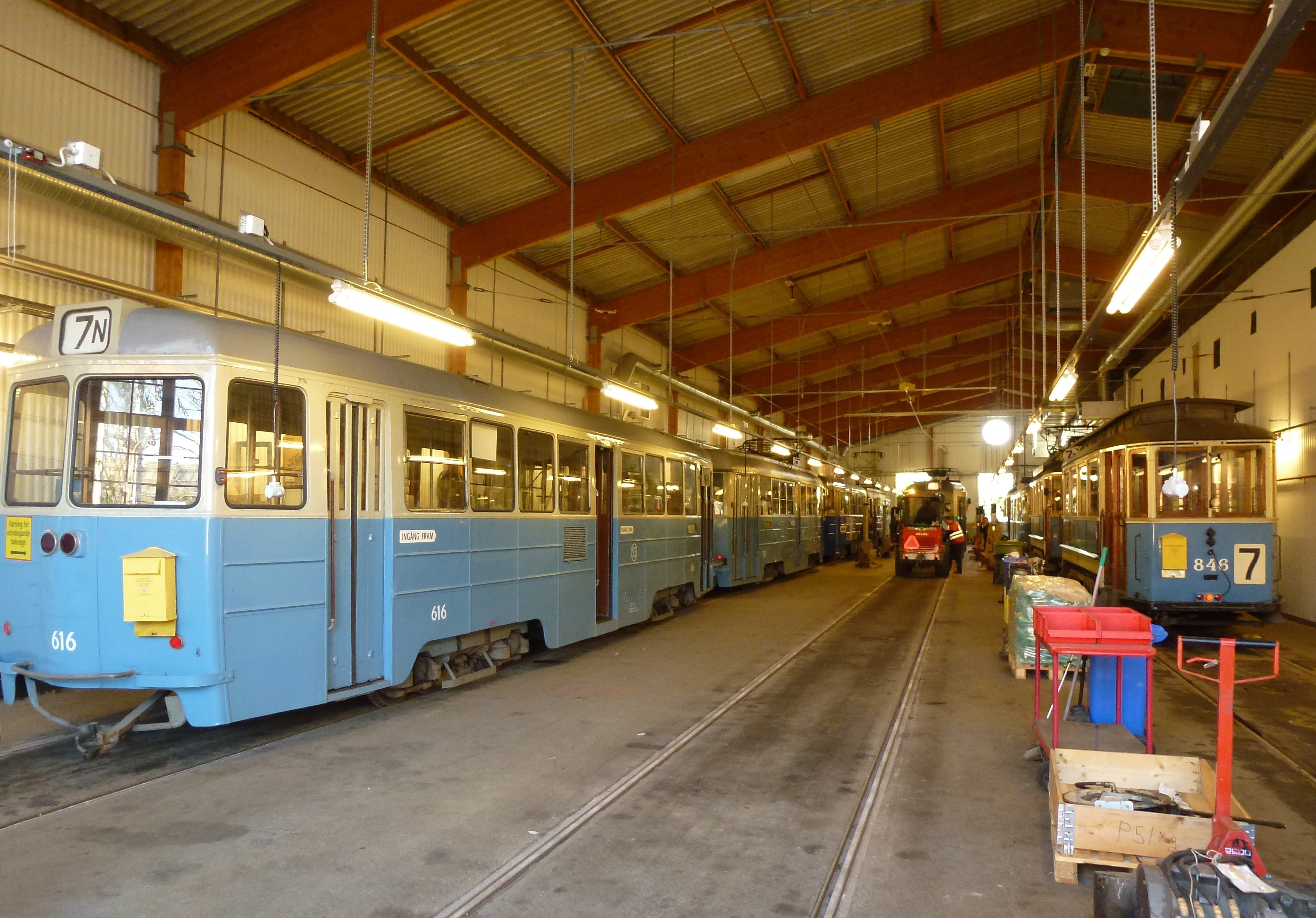
Vagnhallen på Djurgården
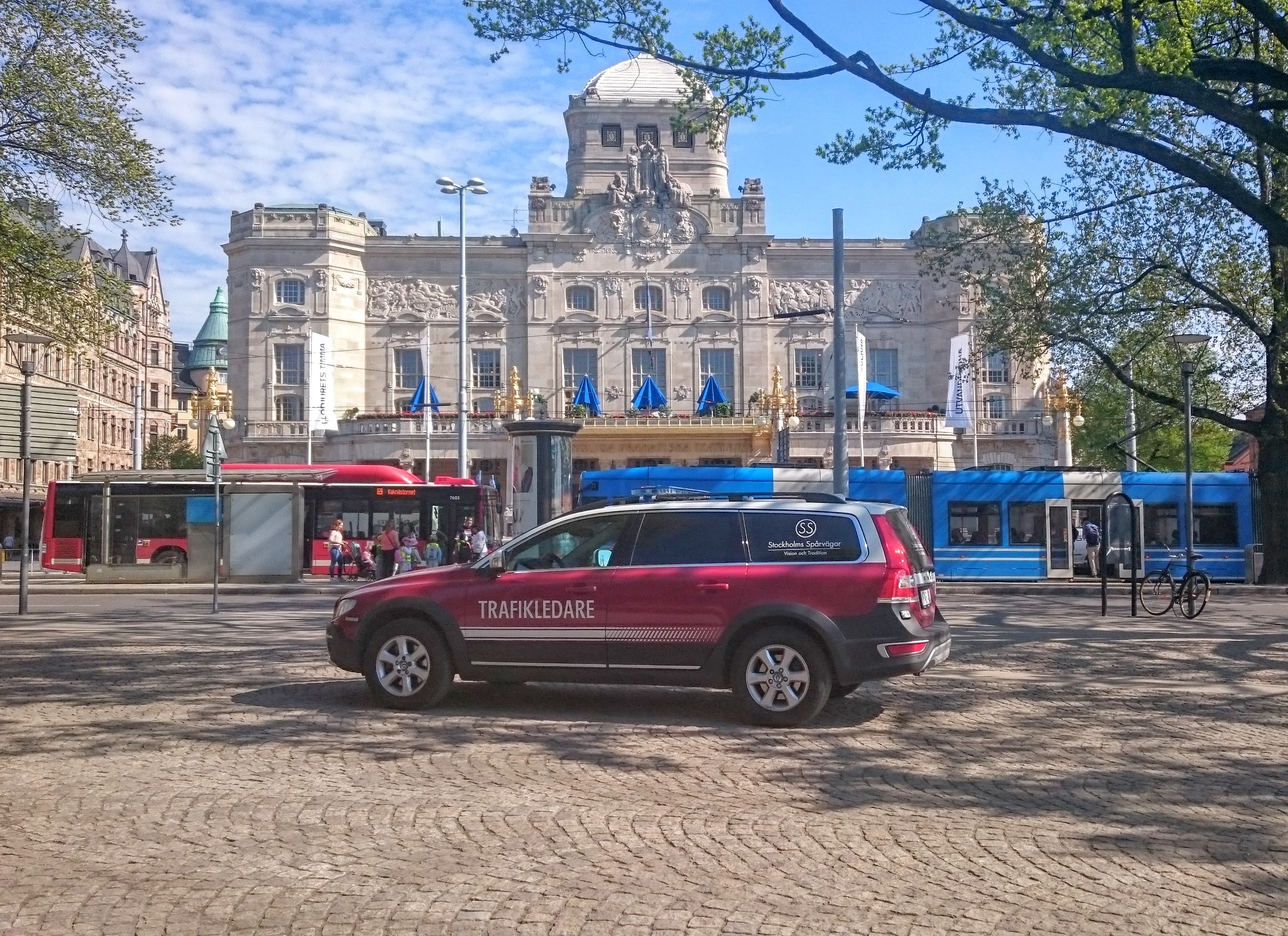
Trafikledningsbil
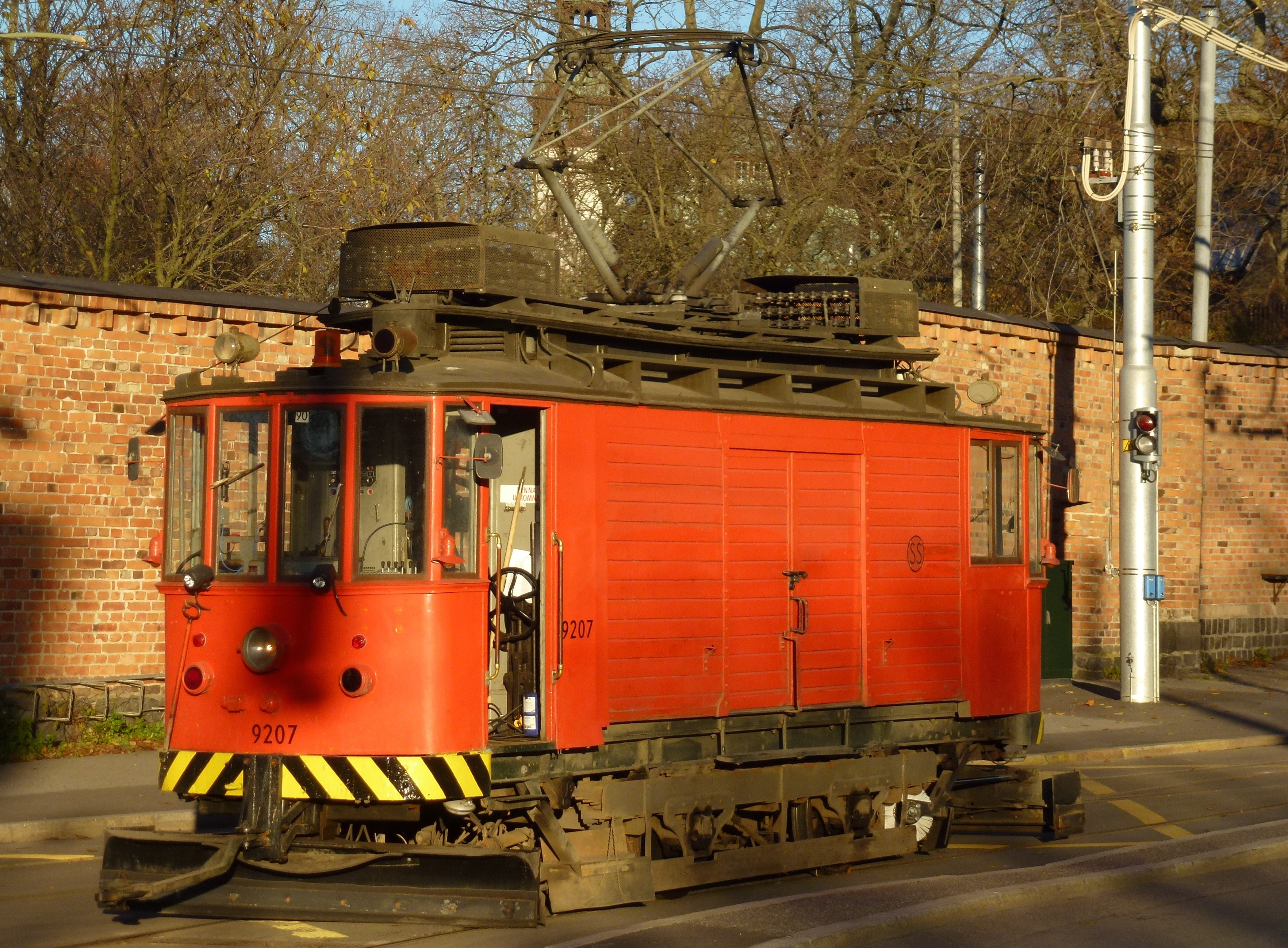
Servicelok